# Mezgovci ob Pesnici
Mezgovci ob Pesnici este o localitate din comuna Dornava, Slovenia, cu o populație de 455 de locuitori.